# Junggollung
A Junggollung (Yunggeolleung) (hangul: 융건릉, handzsa: 隆健陵) Kjonggi (Gyeonggi) tartomány Hvaszong (Hwaseong) városában található Csoszon (Joseon)-kori koreai királysírcsoport, melybe Szado (Sado) koronaherceget és Csongdzso (Jeongjo) királyt temették.

## Története
| Sír neve                         | Elhunytak neve | Év   |
| -------------------------------- | --- | ---- |
| Jungnung (융릉, 隆陵, Yungneung) | Szado (Sado) koronaherceg (posztumusz: Csangdzso (장조, Jangjo) császár) Hjegjong (혜경, Hyegyeong) hercegné (posztumusz: Hongjong (헌경, Heongyeong) császárné) | 1789 |
| Kollung (건릉, 健陵, Geolleung)  | Csongdzso (Jeongjo) király Hjoi (효의, Hyoui) királyné | 1800 |

### Jungnung(Yungneung)
Szado (Sado) herceget apja, Jongdzso (Yeongjo) ölette meg, egy rizsládába záratta. Tettét később megbánta. Fia sírját az akkori Kjonggi (Gyeonggi) tartomány Jangdzsu-kun (Yangju-gun) megyéjében, a Pebongszan (배봉산, Babeongsan) hegy lábánál alakították ki (ez ma Szöul Tongdemun-ku (Dongdaemun-gu) kerülete). A sír neve Szuunmjo (수은묘, Sueunmyo) volt. 1776-ban Csongdzso (Jeongjo), Szado (Sado) fia a Csanghon (장헌, Jangheon) koronaherceg címre emelte apját, sírját hercegi sírrá (von (won)) alakították át, a neve pedig Jonguvon (영우원, Yeonguwon) lett. 1789-ben jelenlegi helyére helyezték át, és átnevezték Hjolljungvonra (현륭원, Hyeollyungwonra). 1816-ban temették mellé feleségét, Hjegjong (Hyegyeong) hercegnét. 1899-ben Kodzsong (Gojong) király az elhunyt hercegi párt posztumusz császári illetve császárnéi rangra emelte, a sír pedig ekkor kapta a Jungnung (Yungneung) nevet. A két test egy sírban fekszik.

### Kollung(Geolleung)
Amikor 1800-ban Csongdzso (Jeongjo) király meghalt, sírját apja sírjától keletre helyezték el. Feleségét 1821-ben temették el, a sírja neve Csongnung (정릉, Jeongneung) volt. Nem sokkal később azonban a geomancia elveire hivatkozva a király sírját átmozgatták az apja sírjának nyugati oldalára, és ekkor a királyné sírját felszámolták, testét a férjéével egy halomba (de két külön kamrába) temették, azonban a sír előtt csak egy kőtábla van a lelkek számára felállítva.